# Henryk Lewensztadt
Henryk Zvi Lewensztadt (ur. 21 września 1893 w Lublinie, zm. 3 listopada 1962 w Ramat Gan) – polski i izraelski malarz postimpresjonistyczny.

## Życiorys
Urodził się w rodzinie żydowskiej, jako Hersz, syn Majera Lewensztada i Serli z domu Lederman.
Od 1911 roku studiował w warszawskiej Szkole Sztuk Pięknych, gdzie był uczniem Stanisława Lentza. Następnie kontynuował naukę w Monachium. W 1919 roku ożenił się z Bajlą Niemiec z Działoszyc, po studiach powrócił wraz z nią do Lublina, gdzie pracował jako pejzażysta, szczególnie chętnie malując pejzaże Kazimierza Dolnego i okolic. Jego prace doceniali m.in. Mieczysław Sterling, Władysław Skoczylas i Stanisław Noakowski. Jego przyjacielem był Symche Trachter.
Prace Henryka Lewensztadta były wystawiane w 1927 roku w Towarzystwie Zachęty Sztuk Pięknych w Warszawie i Towarzystwie Przyjaciół Sztuk Pięknych w Krakowie, w 1928 roku przebywał w Paryżu, gdzie wystawił prace na Salonie Jesiennym, w 1929 roku w warszawskim Związku Polskich Artystów Plastyków, a rok później w salonie Czesława Garlińskiego. Ponadto wystawiał w Żydowskim Towarzystwie Krzewienia Sztuk Pięknych oraz indywidualnie w Warszawie. 
W 1930 roku, wraz z malarzem Natanem Szpiglem opuścił Lublin i wybrał się w podróż po Europie, odwiedził wówczas m.in. Wenecję, Genuę, Mediolan i Cagnes-sur-Mer, podróżując intensywnie tworzył. Od lutego 1931 roku przebywał w Paryżu, gdzie nawiązał znajomość z Gustavem Kahnem i Markiem Chagallem. W lipcu 1931 roku wrócił do Cagnes-sur-Mer, a w 1932 roku zamieszkał w Nicei. Wystawiał swoje prace m.in. podczas Wystawy Sztuki Polskiej, a następnie na wystawach w Cannes. Pod koniec 1933 roku powrócił do Polski, gdzie zamieszkał w Zakopanem, w willi „Arka”, a następnie w domu przy ulicy Witkiewicza 18. Od marca 1939 roku planował zorganizowanie własnej wystawy, w sierpniu 1939 roku, na prośbę żony, wyjechali jednak wspólnie z Polski.
Podczas II wojny światowej razem z żoną przebywał w Związku Radzieckim, mieszkali m.in. na Syberii oraz w Bucharze. Przez cały okres wojny nie malował, w maju 1946 roku powrócił do Polski i zamieszkał w Dąbrowie Górniczej, u kuzyna żony. W lipcu 1946 roku został przyjęty do katowickiego oddziału Związku Plastyków. W sierpniu 1946 roku wraz z żoną wyemigrował z Polski. 1 maja 1948 roku zamieszkał w Jafie, niedługo później zorganizował w Tel Awiwie wystawę. Bardzo dużo malował, do 1956 roku nie wystawiał jednak swoich prac. Żył wyłącznie z malarstwa.
Przed 1960 rokiem przyjechał do Polski, odwiedził wówczas Lublin, Kazimierz Dolny i Warszawę.

## Twórczość
Lewensztadt malował stosując pastele i technikę olejną, ponadto rysował węglem i sangwiną. Malował geometryzujące pejzaże oraz szkicował rysunki przedstawiające dzielnice żydowskie, stworzył tekę grafik „Stary Lublin”, której losy są nieznane. We Francji zaczął stosować przede wszystkim technikę olejną, używał żywych barw, farby kładł grubo i warstwowo. Celowo deformował formy, przez co dążył do ekspresyjnej charakterystyki odtwarzanego pejzażu.
Zaliczany jest do École de Paris. Jego dzieła przechowywane są m.in. w zbiorach Muzeum Narodowego w Lublinie, Żydowskiego Instytutu Historycznego, Muzeum Narodowego w Warszawie i Muzeum Nadwiślańskiego w Kazimierzu Dolnym.